# Arthur Goemaere
Arthur Goemaere (Gent, 1841 - aldaar, 1902) was een Antwerps politicus, journalist en hoofdredacteur van de Antwerpse liberale krant Le Précurseur.
Hij was gehuwd met een dochter van schilder Nicaise De Keyser en op 8 november 1885 stichter van de Algemene Belgische Persbond.
Bij koninklijke besluit van 25 juni 1894 werd hij benoemd tot lid van de commissie kunsten en muziek, op voordracht van minister Leon De Bruyne voor de Wereldtentoonstelling van 1894.
Goemaere is begraven op het Schoonselhof. Er werd in Antwerpen een straat naar hem vernoemd.